# Clann Zú
Clann Zú és una banda formada a Melbourne l'any 1999. Els seus membres eren d'Austràlia i Irlanda i va romandre activa fins al 2005.

## Biografia
Clann Zú va ser una banda eclèctica que barrejava diferents estils musicals com el punk, el rock, el folk celta, música electrònica i fins i tot clàssica. Amb aquesta fusió van crear un so singular, èpic i ple de potents sons atmosfèrics, amb una instrumentació complexa i elaborada. És un grup bilingüe, les lletres de les seves cançons són en anglès i irlandès.
El grup va publicar el seu primer disc l'any 2003, es titula Rua, editat amb el segell discogràfic G7 Welcoming Committee Records. El segón disc que van editar va ser Black Coats & Bandages (G7 Welcoming Committee Records), realitzat el juny de 2004. Aquest segón treball s'allunya de la música tradicional irlandesa i les influències folk que havia caracteritzat el seu primer àlbum. Tot i aquest canvi estilístic, van mantenir i fins i tot ampliar l'ús de la llengua irlandesa, amb dos cançons ("T-éan Bán" i "An Deireadh Scéal") cantades totalment en irlandès.
La banda va anunciar la seva ruptura a la seva pàgina web el mes de maig de 2005.

## Discografia
- Clann Zú EP (2000, autoeditat)
- Demos For Black Coats & Bandages (2002)
- Red-Emitting Light Organ EP (2003)
- Rua LP (2003, G7 Welcoming Committee Records)
- Black Coats & Bandages LP (2004, G7 Welcoming Committee Records)

## Formació
- Benjamin Andrews – guitarra elèctrica
- Russell Fawcus – violí elèctric, teclat
- Declan de Barra – veu, bodhrán
- Liam Andrews – baix
- Lach Wooden – efectes de so